# Атака горцев
«Атака горцев» (англ. highland charge) — термин, которым в англоязычной литературе обозначают основной тактический приём шотландских горцев, применявшийся в сражениях XVII—XVIII веков против англичан.

## История
В соответствии с принципами и законами кланового общества, каждый шотландский клан в военное время представлял собой ополчение, где главнокомандующим был лично вождь клана, а младшими командирами — крупные арендаторы, обычно это были его ближайшие родственники. Они образовывали небольшую состоятельную часть кланового сообщества и могли позволить себе полный набор вооружения шотландского горца (мушкет, шотландский палаш, дирк, пистолеты, круглый щит — тарч) или, по крайней мере, бо́льшую часть этого комплекта. Основная масса горцев была вооружена гораздо проще, чаще всего они имели лишь дирк и какое-либо древковое оружие.
В бою клановый «полк» обычно выстраивался плотной массой, где в первых рядах стояли наиболее боеспособные и хорошо вооруженные воины (вождь клана и командиры, его родственники — «истинные горцы»), а за ними — все остальные клансмены.

## Боевое применение
«Атака горцев» представляла собой решительное и быстрое движение плотной массы горцев на врага с целью прорвать его фронт и/или обратить врага в бегство. Успеху атаки часто способствовала правильно выбранная местность, обычно атака вниз по склону имела больше шансов на успех.
Начав движение на врага, горцы, приблизившись на ружейный выстрел, обычно давали единственный залп из мушкетов и пистолетов, отбрасывали уже ненужное огнестрельное оружие и, обнажив холодное оружие, в густом пороховом дыму, с устрашающими криками, быстро (часто бегом, чтобы как можно быстрее приблизиться к врагу и не дать тому сделать более одного ружейного залпа и перезарядить ружья) двигались на врага с целью сокрушить его решительным натиском.
Если противник не успевал остановить надвигающуюся лавину горцев плотной стрельбой или штыками, то, как правило, обращался в бегство ещё до реального столкновения и рукопашной схватки. В таком случае разбегающийся в панике противник становился легкой добычей преследовавших и истреблявших его горцев.
Все подтвержденные случаи применения «атаки горцев» (например, в битвах в проходе Килликранки в 1689 году, Престонпансе и Фалкерке в 1745 году) проходили примерно по такому сценарию.
В сражении при Каллодене (1746 году) «атака горцев» на правом шотландском фланге также имела некоторый успех и горцы аналогично прорвали первую линию английских батальонов. Однако, в том сражении правительственные войска применили новую тактику, специально разработанную против «атаки горцев»: солдаты смыкали строй и кололи штыком не противника прямо перед собой, а того, который нападал на солдата справа; тем самым удар штыком приходился в незащищенный бок нападающего.
Тактика, похожая на «атаку горцев», применялась 43-м пехотным (Горским) полком в сражении при Фонтенуа (1745 года).